# کیرسانوف
شهر کیرسانوف (به روسی: Кирсанов) در کشور روسیه و در اوبلاست تامبوف واقع شده‌است.